# Paratopula catocha
Paratopula catocha är en myrart som beskrevs av Bolton 1988. Paratopula catocha ingår i släktet Paratopula och familjen myror. Inga underarter finns listade i Catalogue of Life.

## Bildgalleri

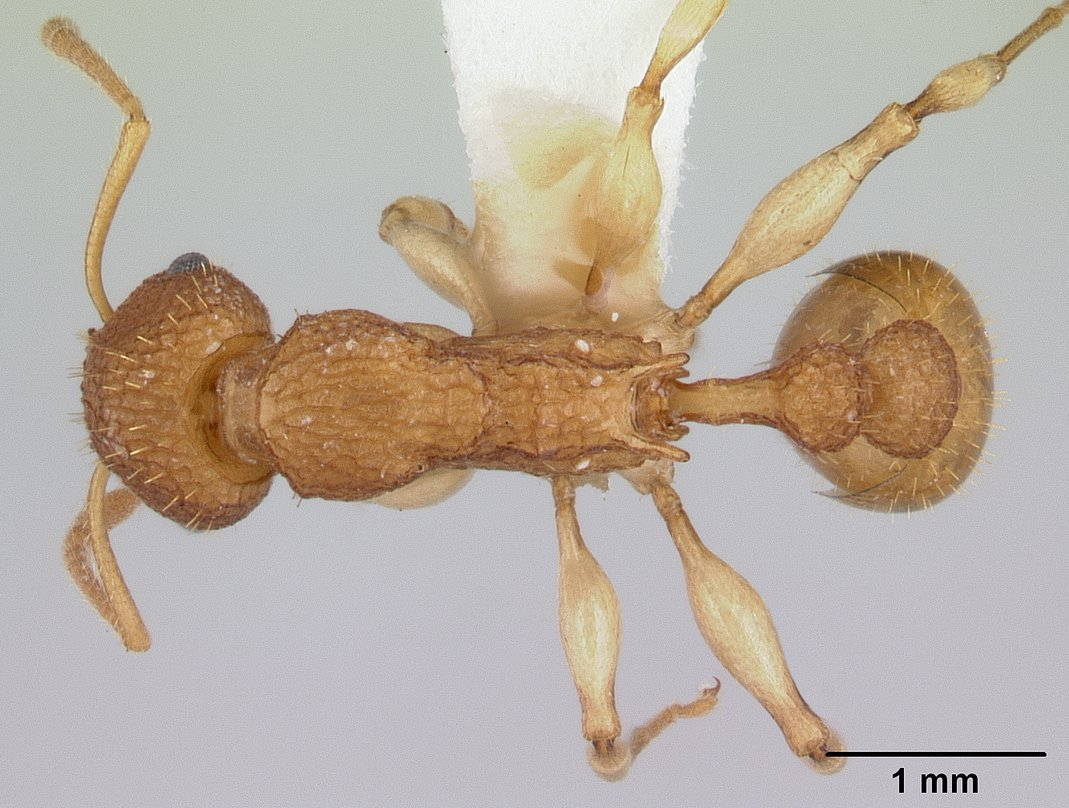
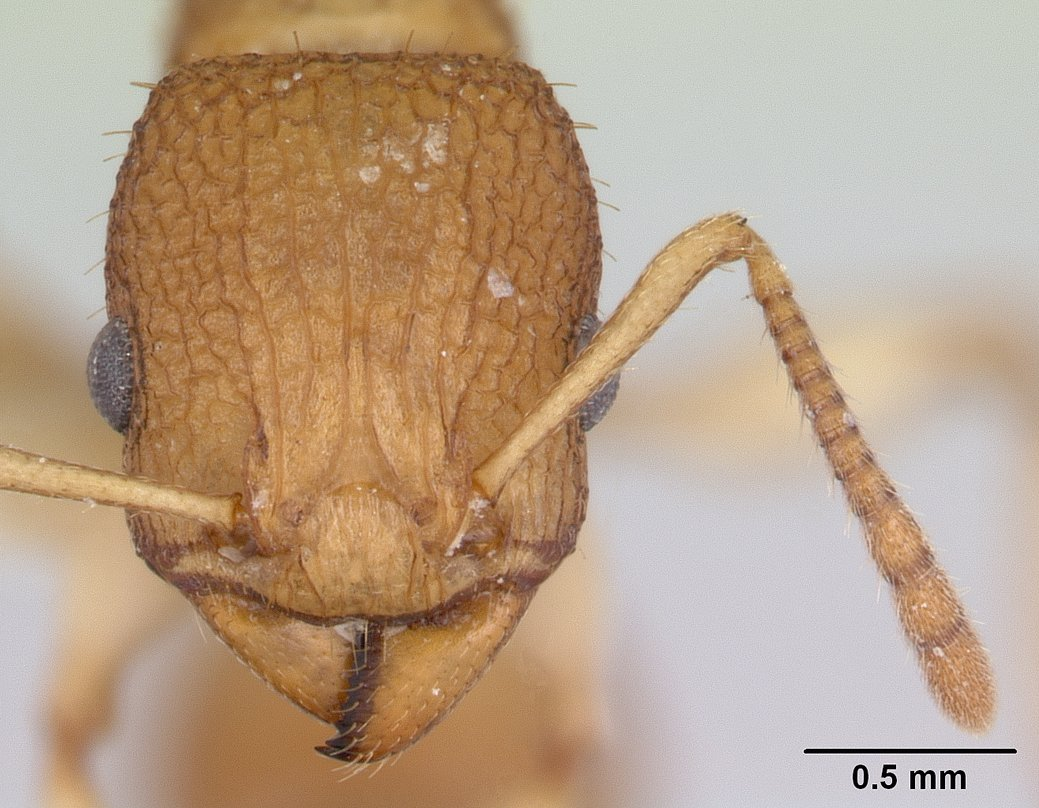
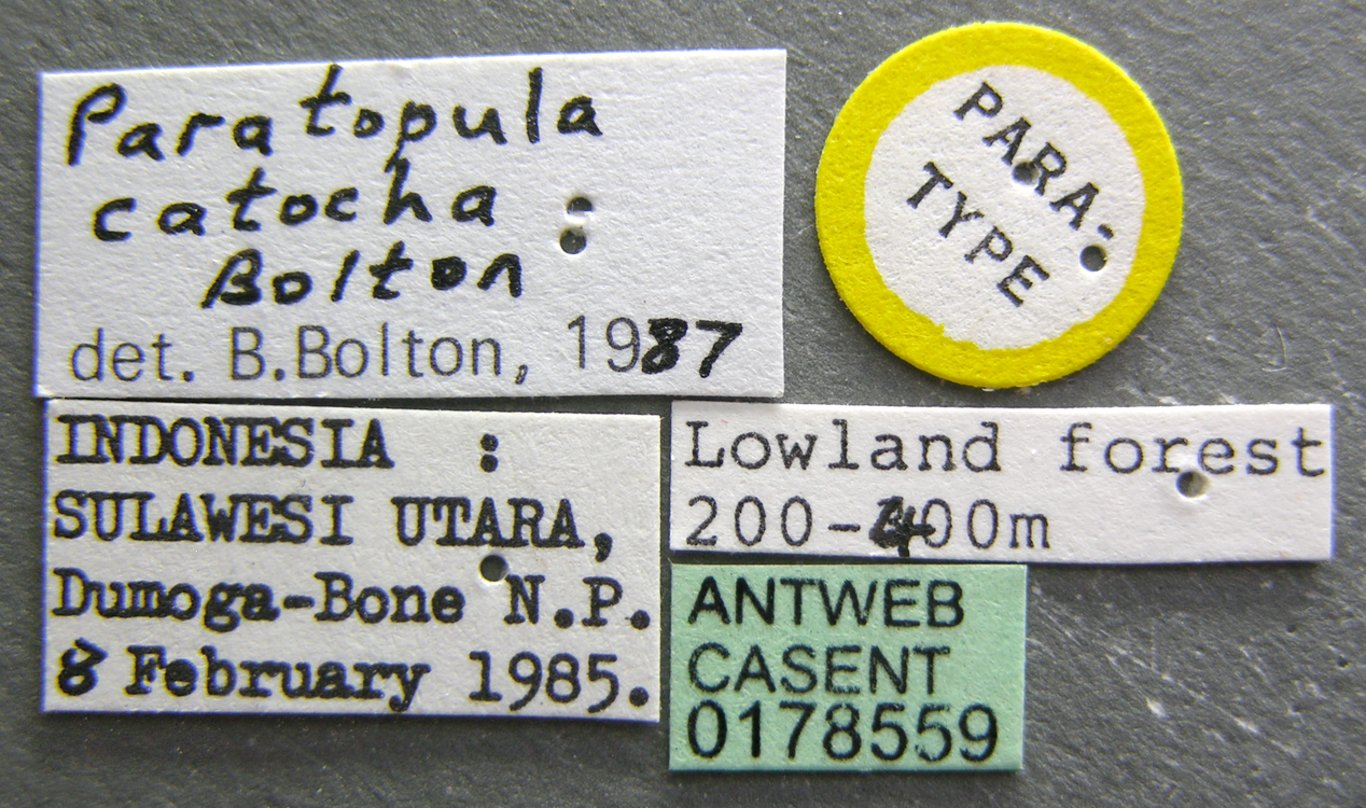
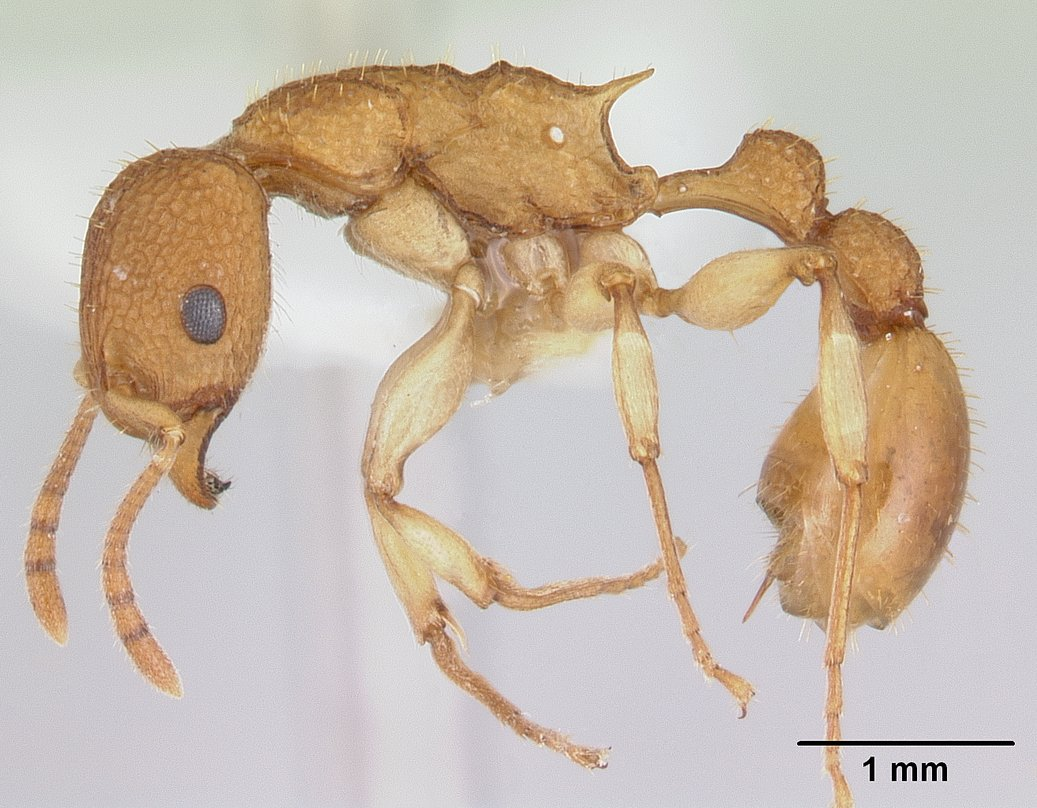